# 康苏河
康苏河，位于中华人民共和国新疆维吾尔自治区克孜勒苏柯尔克孜自治州乌恰县中部的一条河流，是克孜勒苏河左岸支流。上游称铁列克河，发源于天山南脉西段且克拉岭（阿赖山）东南端的其勒坦套山冰川南坡，大体由西北向东南流，经康苏镇后，于吉勒格朱尔特东南约3千米处汇入克孜勒苏河。河流全长60千米，流域面积668平方千米，年均径流量约0.5亿立方米。康苏河流域矿产资源丰富，是南疆地区重要的煤炭基地。